# الکساندر هیگ

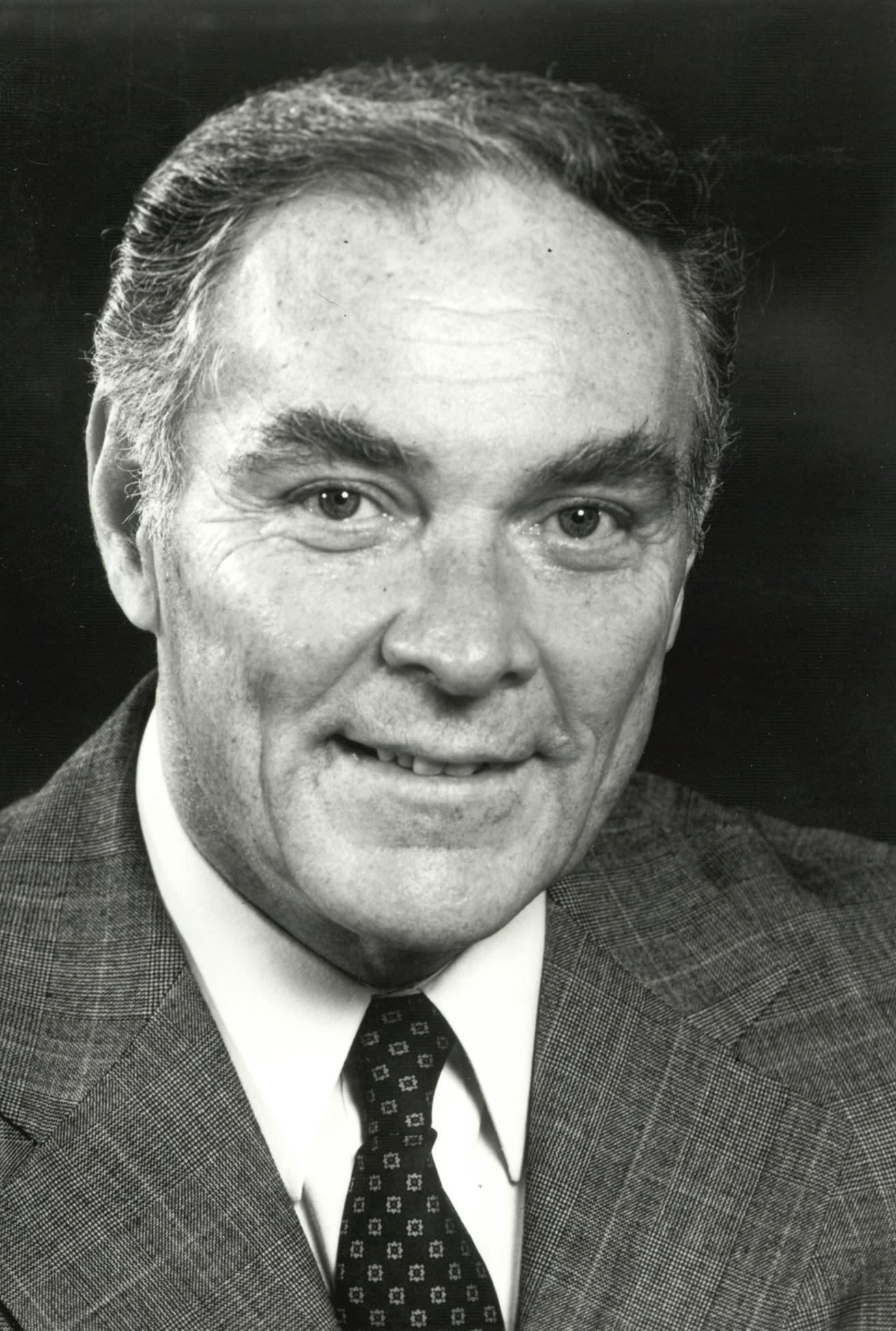

الکساندر هِیگ (به انگلیسی: Alexander Meigs Haig, Jr.) وزیر امورخارجه آمریکا در دوران زمامداری ریگان، در ۲ دسامبر ۱۹۲۴ و در ایالت فیلادلفیا به دنیا آمد و در ۲۰ فوریه ۲۰۱۰ در سن ۸۵ سالگی درگذشت.
وی در آکادمی نظامی وست‌پوینت تحصیل کرد در طول جنگ ویتنام و کره در ارتش خدمت کرد و در سال ۱۹۷۳ به درجه ژنرالی رسید. پس از بازنشستگی از ارتش مدتی را در سمت رئیس کارکنان کاخ سفید گذراند و در دوران ریاست جمهوری نیکسون، فرمانده ناتو بود. هِیگ در زمان ریاست جمهوری ریگان به مقام وزارت امور خارجه رسید و در طول سالهای ۱۹۸۱−۱۹۸۲ در این سمت خدمت کرد.